# Stanisław Tomasz Włodek

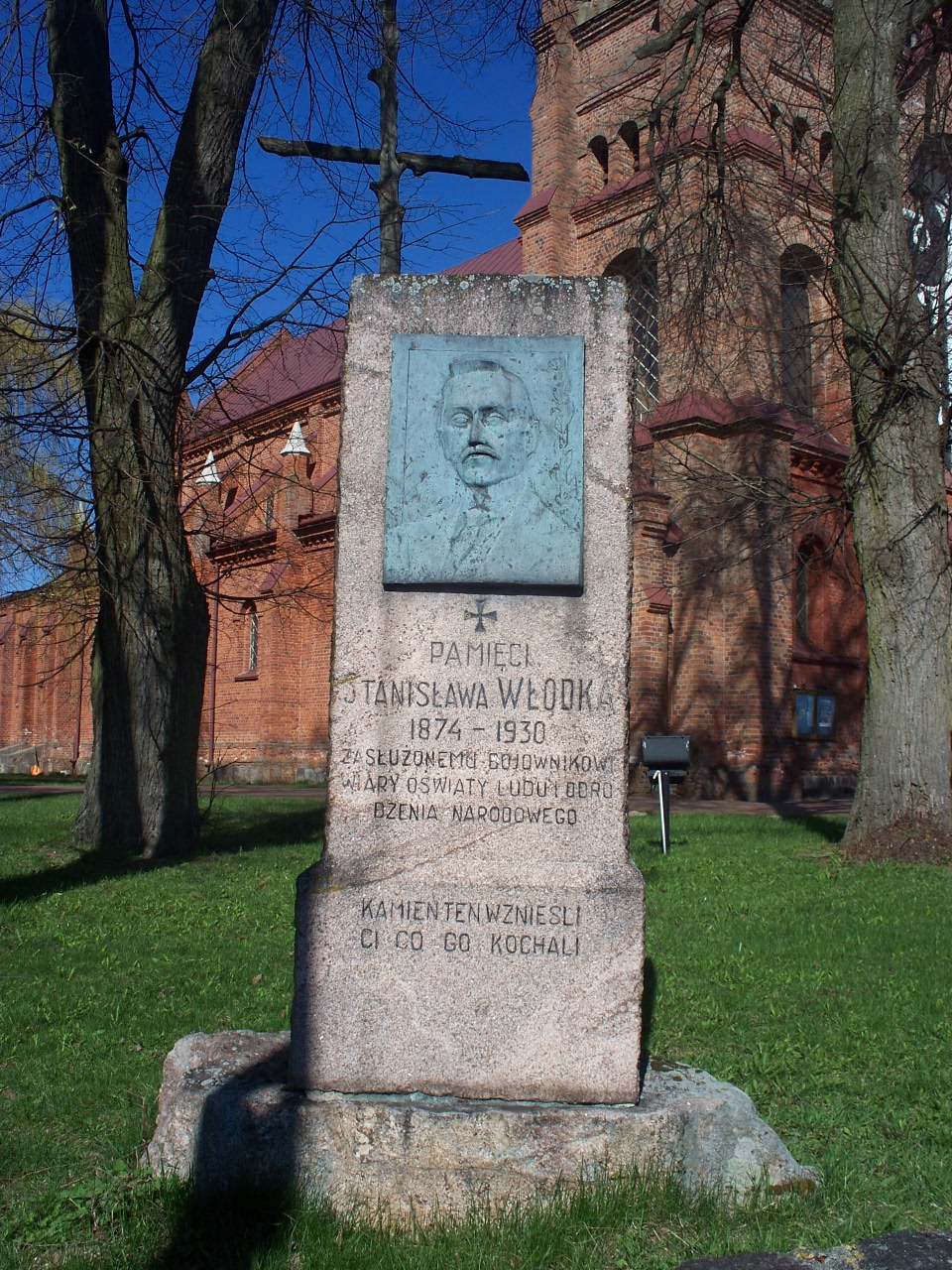
Pomnik Stanisława Tomasza Włodka z cmentarza przykościelnego w Dąbrowie Wielkiej

Stanisław Tomasz Włodek herbu Sulima (ur. 17 listopada 1873, zm. 10 sierpnia 1930) – poseł na Sejm Ustawodawczy (1919–1922), działacz narodowy.

## Życiorys

### Młodość
Stanisław Tomasz Włodek urodził się 17 listopada 1873 r. w majątku Pniewy (gub. łomżyńska). Był synem Józefa Wojciecha Włodka i Ludwiki Mianowskiej. Ojciec był właścicielem majątku Kułaki (Kołaki) koło Ciechanowca, liczącego ok. 612 ha. Oficjalnie – był on dzierżawcą wspomnianego majątku, gdyż Kułaki zostały nabyte po roku 1865, kiedy zaczął obowiązywać ukaz carski, zabraniający Polakom nabywania ziemi na terenie Cesarstwa Rosyjskiego poza obszarem Królestwa Polskiego.
Gdy 21 lat później wszedł przymusowy dekret carski o wykupie ziem w zachodnich guberniach Carstwa Rosyjskiego rodzina Włodków musiała sprzedać majątek rodzinie Apuchtinów za jedyne 30 tys. rubli.
Rodzina osiedliła się w Ciechanowcu, a młody Stanisław postanowił zdobyć wykształcenie rolnicze. Początkowo odbywał praktyki rolnicze w majątku Jeżewo (1890-1893) w późniejszych okresie studiował w Galicyjskiej Wyższej Szkole Rolniczej w Dublanach koło Lwowa. Po studiach nadal zdobywał praktykę rolną, tym razem w Prusach (w majątku leżącym koło Szczecinka) i na Wołyniu (w majątku rodziny Mniszchów-Tchórzewskich). W 1898 r. kupił wraz z ojcem liczący 198 ha majątek Dąbrowa Bybytki (parafia Dąbrowa Wielka). Po śmierci ojca – Józefa Wojciecha Włodka (19 V 1900 r.), gospodarował samodzielnie. W krótkim czasie Dąbrowa-Bybytki stały się majątkiem wzorcowym, opisywanym w polskojęzycznej prasie (Przegląd Rolniczy, Zorza Warszawska, Ognisko, Echa Płockie i Łomżyńskie), miejscem odwiedzanym przez studentów rolnictwa (Wydział Rolny Towarzystwa Kursów Naukowych w Warszawie) oraz uczniów Szkoły Rolniczej w Krzyżewie, założonej przez Stefanię Karpowiczównę.

### Działalność
Pierwsze wzmianki o jego działalności politycznej i społecznej zaczynają się wraz z osiedleniem się na stałe w Dąbrowie Bybytkach. Stanisław działał w samorządzie gminy Dąbrowa Wielka/Szepietowo, w czasie Rewolucji 1905 r., 15 stycznia 1905 r. radni odmówili przyjęcia budżetu w obecności naszelnika powiatu, a uzasadnienie tłumaczył Tomasz Włodek domagając się: „Żeby wszystkie ogłoszenia i wszelkie polecenia sołtysom były pisane w języku polskim, żeby w tym języku odbywały się zebrania, żeby we wszystkich szkołach nauka odbywała się w języku polskim”.
Wśród mieszkańców zdecydowanie dominowały postawy o charakterze narodowym, głównie za sprawą Narodowej Demokracji, która silne poparcie miała wśród tamtejszych Księży, choćby ks. Bolesława Gumowskiego, ks. Tomasza Kuleszy czy ks. Bolesława Sadowskiego, ks. Wawrzyńca Dąbrowskiego, ks. Adama Mioduszewskiego. Na terenie działała dość dobrze zorganizowana Polska Partia Socjalistyczna, lecz biorąc pod uwagę liczebność obojga sił prym wiodła ND. Jedną z głównych przyczyn była tożsamość i pochodzenie tamtejszych mieszkańców, którzy wywodzili się blisko w 90% ze szlachty zaściankowej, zamieszkującej te tereny od kilkuset lat, cechującej się honornością, bogobojnością, umiłowaniem ojcowizny i mocnym przywiązaniem do wolności i własności.
Historycy przedstawiali te cechy wśród mieszkańców naszych ziem bez względu czy badał XVI, czy XX wiek. Dlatego znając program i poglądy łatwo wywnioskować dlaczego to myśl Endeków była tak bliska naszym przodkom. W 1905 roku na terenie powiatu dochodziło do licznych wystąpień narodowych: zrywano ogłoszenia w języku rosyjskim, orły carskie, odznaki urzędów lokalnych, protestowano przeciwko prenumeracie rosyjskich czasopism, nauczaniu dzieci wyłącznie w języku rosyjskim. Jednym z takich protestów, 22 stycznia 1905 roku w Szepietowie przewodził właśnie Stanisław Włodek.
Sytuacja Polaków poprawiła się w pewien sposób za sprawą carskiego ukazu tolerancyjnego, który łagodził w polityce wewnętrznej Rosji ruch antypolski i antykatolicki. Możliwości wykorzystali natychmiast mieszkańcy powiatu działając, m.in. w Polskiej Macierzy Szkolnej i w Związku Katolickim. W powiecie mazowieckim (ówczesna nazwa miasta – Mazowieck) zanotowano 5 kółek Związku Katolickiego (np. w parafii Tykocin ponad 600 osób), jednak według źródeł istniały również niezarejestrowane kółka. Celem ZK była działalność religijna, społeczno-kulturalna oraz ekonomiczna.
Zakładano również Kółka Rolnicze, które były stowarzyszeniami rolniczymi działającymi w jednej lub kilku wsiach na rzecz rozwoju gospodarstwa wiejskiego, wiedzy rolniczej, spółdzielczości, samopomocy i różnych form współdziałania właścicieli gospodarstw rolnych. Zmierzały one do podniesienia kultury oraz poziomu umysłowego swoich członków.Tak samo jak ZK, były również organizowane przez członków ND, np. w Sokołach Kółko Rolnicze zakładał Mikołaj Perkowski. Włączył się w działalność Centralnego Kółka Rolniczego i pod jego patronatem założył w 1906 r. polski sklep spółkowy w Dąbrowie Wielkiej, był również współzałożycielem tamtejszego przedszkola – ochronki, lokalnej kasy pożyczkowo-oszczędnościowej.
W r. 1908 założył, wspólnie z księdzem Ignacym Mioduszewskim, Dom Ludowy w Dąbrowie Wielkiej, który był ośrodkiem łączącym okoliczną ludność i miejscem szerzenie nowoczesnych zastosowań w rolnictwie. Największą jednak sławę przyniosła mu według Józefa Włodka (syna) akcja komasacyjna powiatu Wysokomazowieckiego i okolicznych powiatów, była to samorzutna akcja prowadzona przez tamtejszą szlachtę zagrodową, w okresie przed 1912 rokiem, gdy nie było żadnych ustaw państwowych regulujących sprawę komasacji wśród drobnej szlachty, będącej warstwą ludności rolniczej niepodlegającej rosyjskim rządowym komisarzom włościańskim. Tacy drobni rolnicy mogli wówczas dokonywać wymiany gruntów tylko przy ogólnej zgodzie wszystkich. Włodek był jednym z ekspertów przy tej komasacji, a później jako poseł na Sejm Ustawodawczy Rzeczypospolitej był współautorem ustawy komasacyjnej. Takie scalanie gruntów było wielką innowacyjnością w sposobie uprawy, a skutki tej akcji trwają do dziś, ponieważ grunty rolnicze w powiecie nadal są w większości podzielone według tamtych podziałów.

### Okres I wojny światowej
W czasie I Wojny Światowej późniejszy poseł Włodek, również dał się poznać jako dobry sąsiad, któremu losy Polaków nie są obojętne. Gdy latem w 1915 r. Władze carskie pod naciskiem przeprowadziły przymusowe ewakuacje ziemian w głąb Rosji Stanisławowi udało się zostać w majątku, który udało mu się ochronić przed spaleniem. Dość szybko okazało się, że pozostawiane majątki stają się celem grabieży wojsk rosyjskich, dlatego przekonywał swoich sąsiadów o pozostawaniu w domach. W czasie, gdy tereny powiatu Wysokomazowieckiego były zajęte przez wojska niemieckie, Włodek, dobrze znając język niemiecki stawał często jako obrońca ludności przez rekwizycjami i bezprawiem niemieckim.
Był współorganizatorem Samopomocy Ziemiańskiej, która polegała na wzajemnym wspieraniu się członków oraz obsiewaniu gruntów przymusowo ewakuowanych sąsiadów, wspierali również majątki zarządzane przez osoby nieletnie albo będące w podeszłym wieku. Do dziś istnieje przekaz ustny z jednej z sąsiednich miejscowości Dąbrowy Bybytk – Dąbrowy Moczydły, że gdy w I Wojnę Światową miejscowość spłonęła każda rodzina dostała od Stanisława Włodka zapas zboża. Do dziś wspomina się go jako człowieka życzliwego i dobrego, który mimo wykształcenia i majętności nigdy nie uważał się za ważniejszego. Podobno, zawsze gdy przejeżdżał przez Moczydły, widząc rozmawiających na drodze mężczyzn, kazał zatrzymywać konie, witał się i rozmawiał z nimi. W czasie wojny, 15 sierpnia 1916 roku Włodek poślubił Janinę Kozicką, z majątku Brulino Koski koło Czyżewa. Małżeństwo miało sześcioro dzieci: Józefa (późniejszego dziedzica, który został wywieziony w głąb ZSRR), Stanisława, Jana, Michała, Marię Bronisławę, Ludwika. Za sprawą ślubu, w ramach posagu zyskał również 2 ha sad. W czasie wojny polsko-bolszewickiej jego dwór został ograbiony, jednak zdążył z rodziną zbiec za Wisłę.

### Wybranie na posła oraz dalsza działalność
W okresie II Rzeczypospolitej został posłem na Sejm Ustawodawczy z ramienia Związku Narodowo-Ludowego, które uzyskało miażdżącą przewagę w powiecie Wysokomazowieckim. Według danych obóz narodowy, głównie Związek Narodowo-Ludowy, zyskał aż 85,2% głosów.
W czasie działalności parlamentarnej, zabierał głos kilkakrotnie, jako sprawozdawca, ustawy dotyczące wsi i rolnictwa, m.in. ustawę dotyczącą likwidacji serwitutów (uprawnienia chłopów do korzystania z dworskich łąk i pastwisk oraz lasów) na ziemiach byłego zaboru rosyjskiego. Należał do dwóch sejmowych komisji: Komisji Odbudowy Kraju i Komisji Rolnej. W latach 1907–1930 Włodek był prezesem Okręgowego Towarzystwa Rolniczego w Wysokim Mazowieckim wchodzącym w skład Centralnego Towarzystwa Rolniczego. Jego nadrzędnym celem było unowocześnienie rolnictwa, wraz z prof. Kazimierzem Rogoyskim powołał Wysokomazowiecką Spółkę Właścicieli Pługów Motorowych (1920–1922), organizacji skupiającej posiadaczy traktorów (sam posiadał ciągnik firmy Titan).
Brał również czynny udział w komitecie budowy kolejki wąskotorowej, wytyczonej przez Wysokie Mazowieckie – Szepietowo – Ciechanowiec – Siemiatycze oraz przygotowaniach do budowy cukrowni w Szepietowie – obie inicjatywy nie wyszły niestety poza sferę planów.
Wprowadzał innowacyjne zastosowania w swoim gospodarstwie: uprawiał buraki cukrowe, codziennie wysyłał mleko koleją, aż do Warszawy (ok. 120km). Dbał o pracowników, dla nich wybudował czworaki, duży murowany budynek z 6 oddzielnymi mieszkaniami. W 1928 roku odzyskał część ojcowizny (część majątku Kułaki). W tym samym roku 23 września Stanisław Włodek został również pierwszym prezesem Stronnictwa Narodowego w powiecie wysokomazowieckim, które połączyło wszystkie wcześniejsze organizację narodowe (m.in. Związek Narodowo-Ludowy) w jeden duży twór, sam o SN mówił: „Z duszą i ciałem przystępuję do nowego stronnictwa, które w zasadzie nie jest niczem innym jak były Związek Ludowo-Narodowy”. Zmarł 10 VIII 1930 r. na opadowe zapalenie płuc. Pogrzeb odbył się 13 sierpnia 1930 roku w Dąbrowie Wielkiej, zgromadził prawdziwe tłumy przyjaciół, sąsiadów, dalekich i bliskich. W kilka lat później, obok kościoła w Dąbrowie Wielkiej, stanął postument z płaskorzeźbą Stanisława Tomasza z napisałem: „PAMIĘCI STANISŁAWA WŁODKA (1874-1930) ZASŁUŻONEMU BOJOWNIKOWI WIARY, OŚWIATY LUDU I ODRODZENIA NARODOWEGO KAMIEŃ TEN WZNIEŚLI CI CO GO KOCHALI”.